# ミックス・ナッツ/イブに逢えたら
『ミックス・ナッツ/イブに逢えたら』（Mixed Nuts）は、1994年に製作されたスティーヴ・マーティン主演によるアメリカ合衆国のクリスマス・コメディ映画。1982年のフランスのコメディ映画『サンタクロースはゲス野郎』を基にし、ノーラ・エフロンと妹デリアが共同で脚本を執筆し、エフロンが監督を務めた。スティーヴ・マーティン、マデリーン・カーン、リタ・ウィルソン、アンソニー・ラパーリア、ギャリー・シャンドリング、ジュリエット・ルイス、アダム・サンドラーによるアンサンブル・キャストを特徴としている。
1994年12月21日に劇場公開され、批評的にも商業的にも失敗し、史上最低映画の1つと考えられている。

## 概要
1982年にフランスで製作されたブラック・コメディ『サンタクロースはゲス野郎』のリメイク作品。日本では劇場未公開に終わった本作だが、コメディアンのスティーヴ・マーティンやアダム・サンドラー、そしてジュリエット・ルイスやトム・ハンクスの妻であるリタ・ウィルソンら豪華キャストが共演していて、オリジナルよりは明るく仕上がっている。そんなキャストたちで、サンタモニカのクリスマスを舞台に巻き起こる騒動を『めぐり逢えたら』の監督、ノーラ・エフロンがブラックユーモアを交えながらコミカルに表現している。
『スクリーム』シリーズのリーヴ・シュレイバーが強烈な役柄で出演しているのが、本作が彼の劇場映画デビュー作品である。またほんのチョイ役で『シックス・センス』の名子役ハーレイ・ジョエル・オスメントも出演している。

## あらすじ
クリスマス・イヴの日、路上で元受刑者フィリックス（アンソニー・ラパーリア）が、怒りながら追いかけてくる妊娠中の恋人グレイシー（ジュリエット・ルイス）から逃げまどっている。彼は、クリスマス・ツリーを運ぶローラーブレーダー(ジョン・スチュワート、パーカー・ポージー)に誤ってぶつかりツリーは損傷する。口論となり、通りかかった見知らぬフィリップ（スティーヴ・マーティン）が止めに入るが失敗する。しかし彼らはその直後に散り散りになる。
人生相談所「ライフセイバーズ」を開く気の弱いフィリップ（スティーヴ・マーティン）は、とあるマンションの一室で感情的なキャスリン（リタ・ウィルソン）、気難しいマンチニク夫人（マデリーン・カーン）らと共に“命の電話”を開設している。だが、家賃滞納を理由に意地悪な家主スタンリー(ギャリー・シャンドリング)から退去勧告を受ける。キャスリンらを解雇せねばならないのだが、言うに言えなく肩を落とす。地元の銀行で働く恋人スーザン(ジョーリー・フィッシャー)にローンを組めないか頼もうとするが、スーザンは4か月前からこっそり精神科医と付き合っており別れを告げられる。
キャサリンがクリスマス・イヴに自殺したくなる人がいるかもしれないと考えていると、いくつかの電話を受ける。1つめの電話は、ロサンゼルスで有名な、釣り糸を使い若い女性を狙っては絞殺するシリアルキラー「シーサイド・ストラングラー」(海辺の絞殺者)が怖いというもので、2つめの電話は異性装のクリス(リーヴ・シュレイバー)からで、フィリップはライフセイバーズの住所を教えてしまう。マンチニク夫人がクリスマス・イヴのディナーに向かおうとすると、エレベーターの故障により閉じ込められる。フィリップはマンチニク夫人をなんとかエレベーターの上に引き上げると、グレイシーが修理にやってくる。エレベーターが上昇し、あわや天井に衝突というところで止まり、事務所に戻る。
フィリップのもとへフィリックスが押しかけて来て、グレイシーに話を聞いてほしいと語るが、グレイシーはフィリックスにフルーツケーキを投げてフィリックスの額に大きな傷ができる。フィリップとキャサリンはフィリックスを獣医に連れていく。医師の隙をついて、フィリックスは犬用精神安定剤を盗んで大量に服用して病院に担ぎ込まれる。事務所のドアベルが鳴り、グレイシーが勢いよく開けるとマンチニク夫人にぶつかり、クリスが現れる。グレイシーはクリスに意識を失ったマンチニク夫人の介抱をさせて出ていく。フィリップが戻るとクリスがソファに座っており、クリスは一緒に踊ろうと誘う。マンチニク夫人は意識を取り戻して男性2人のダンスを目にし、フィリップが事務所退去勧告の件を隠していたこと、そして事務所での「不適切な行為」を訴えると脅す。
フィリックスが病院から抜け出して事務所にやってきて銃を振りかざす。クリスが銃を奪おうとして足を撃たれる。グレイシーは銃を奪い、銃弾を空にするため事務所中を撃ちまくる。うち2発がドアを貫通して、バッグを持ったスタンリーが弾を受けて亡くなる。スタンリーの遺体を見たキャサリンはショックを受ける。フィリップがキャサリンを落ち着かせようと風呂を用意していると、自分がキャサリンにとても惹かれていることに気付き、2人は関係を持つ。グレイシーとフィリックスはスタンリーの遺体をクリスマス・ツリーの入れ物に隠し、ボードウォークに置き去りにすることを提案する。
皆でスタンリーの遺体を運んでいると、仕返しをしようとするローラーブレーダーに出くわし、ローラーブレーダーはツリーの入れ物を飛ばす。フィリックスが跳ね飛ばすと入れ物は地面に落ち、スタンリーの遺体が転がり出る。警察が到着し、フィリップは誤って殺人を認めるが、罪の意識を感じたグレイシーが証拠となる銃を受け渡そうとする。フィリックスが銃を掴んで近くのビルの屋根に逃げ、自殺すると脅す。フィリップはすぐにフィリックスに降りるよう説得する。キャサリンはスタンリーのバッグを刑事に手渡す。中にはシーサイド・ストラングラーが武器として使用する釣り糸と昆布が入っていたのである。
殺人鬼を殺害したとしてグレイシーは報奨金25万ドルを受け取るが、ライフセイバーズの移転資金に申し出る。するとすぐに産気づき、日付が変わってクリスマスの早朝に出産し、キリストの降誕を思い起こさせる。フィリップはキャサリンにプロポーズする。

## キャスト
| - フィリップ：スティーヴ・マーティン - ブランチ・マンチニク夫人：マデリーン・カーン - ロベル氏：ロバート・クライン - フィリックス：アンソニー・ラパーリア - グレイシー：ジュリエット・ルイス - マーシャル・キンスキー医師：ロブ・ライナー - ルーイ・キャプショウ：アダム・サンドラー - クリス：リーヴ・シュレイバー - スタンリー：ギャリー・シャンドリング - キャスリン・オショーネシー：リタ・ウィルソン | - ローラーブレイダー：ジョン・スチュワート、パーカー・ポージー - スーザン：ジョーリー・フィッシャー - 警察官：クリスティーン・カヴァナー、ヘンリー・ブラウン - 警察官/いたずら電話の男：ブライアン・マーキンソン - 公衆電話の男：スティーヴン・ライト - ホットラインにかける女：キャロライン・アーロン、メアリー・グロス - 怒れる隣人の声：ヴィクター・ガーバー - 少年：ハーレイ・ジョエル・オスメント - AAA運転手：マイケル・バダルコ - クリスの両親：シドニー・アーマス、ダイアン・ソコロウ |

## スタッフ
- 監督：ノーラ・エフロン
- 音楽：ジョージ・フェントン
- 製作総指揮：デリア・エフロン、ジェームズ・W・スコッチドープル
- 製作：ジョゼフ・ハートウィック、ポール・ユンガー・ウィット、トニー・トーマス
- 撮影：スヴェン・ニクヴィスト
- 脚本：ノーラ・エフロン、デリア・エフロン

## サウンドトラック
1. Mixed Nuts – ドクター・ジョン (02:29)
2. クリスマスを我が家で I'll Be Home for Christmas – ファッツ・ドミノ (04:08)
3. Santa Baby – アーサー・キット (03:26)
4. ジングルベル Jingle Bells – イースタン・ブロック (02:25)
5. Blue Christmas – レオン・レッドボーン (02:24)
6. "What Are You Doing New Year's Eve?" – オージェイズ (05:14)
7. Mixed Notes – ジョージ・フェントン (03:48)
8. Grape Jelly – アダム・サンドラー (01:25)
9. Christmas Melody – ジョージ・フェントン (02:54)
10. The Night Before Christmas – カーリー・サイモン (03:39)
11. きよしこの夜 Silent Night – ベイビー・ワシントン (03:23)
12. ホワイト・クリスマス White Christmas – ドリフターズ (02:41)[2]

## 公開
1994年12月21日に公開され、初週興行収入は$2,307,850で全米第12位であった。上映最終週までに$6,821,850を上げた。